# 坎特伯雷 (新罕布什爾州)
坎特伯雷（英語：Canterbury）是一個位於美國新罕布什爾州梅里馬克縣的鎮。

## 人口
根據2020年美國人口普查的數據，坎特伯雷的面積為115.79平方千米，當中陸地面積為113.64平方千米，而水域面積為2.15平方千米。當地共有人口2389人，而人口密度為每平方千米21人。